# پارک سو دام
پارک سو دام (کره‌ای: 박소담؛ زادهٔ ۸ سپتامبر ۱۹۹۱) بازیگر اهل کره جنوبی است. از فیلم‌هایی که وی در آن نقش داشته است می‌توان به تخت پادشاهی و انگل اشاره کرد. از جمله مجموعه‌های تلویزیونی که در آنها ایفای نقش کرده است می‌توان به سیندرلا و چهار شوالیه، ذهن زیبا، ثبت جوانی و بازی مرگ اشاره کرد.

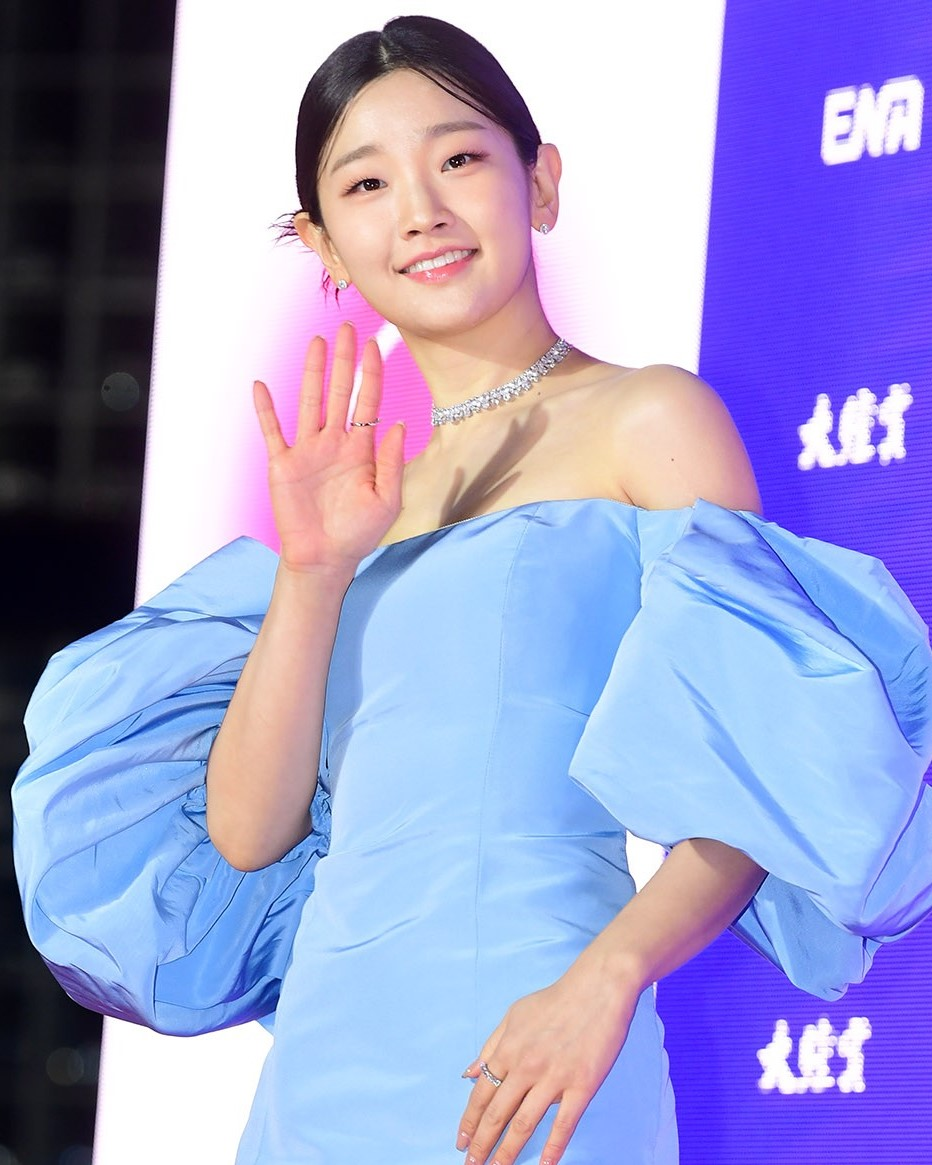
پارک سو دام

## حرفه
پارک سو دام زادهٔ ۸ سپتامبر ۱۹۹۱ در کره جنوبی است.
او فارغ‌التحصیل رشته بازیگری از دانشگاه ملی هنر کره است و در ۲۲ سالگی با فیلم فولاد سرد زمستان و فیلم انگل به شهرت رسید.
زمان تحصیل در مقطع دبیرستان مدرسه چونگشین بود با تماشای نمایش موزیکال Grease به بازیگری علاقمند شد و تصمیم گرفت این علاقه را به‌طور جدی دنبال کند.
می‌گوید وقتی شادابی بازیگران را در این نمایش دیدم آرزو کردم کاش من هم مثل آنها زندگی سرگرم‌کننده‌ای داشتم و از آنجا بود که شغل آینده ام را انتخاب کردم. پس از فارغ‌التحصیلی از دبیرستان چونگشین از سال ۲۰۰۸ به تحصیل در رشته بازیگری در دانشگاه ملی هنر کره پرداخت و در سال ۲۰۱۴ فارغ‌التحصیل شد. او تصمیم گرفت به بازی در فیلم‌های مستقل روی بیاورد از این روز اولین تجربه غیرحرفه‌ای‌اش یک حضور جزئی در فیلم کوتاه No More No Less در سال ۲۰۱۳ بود.

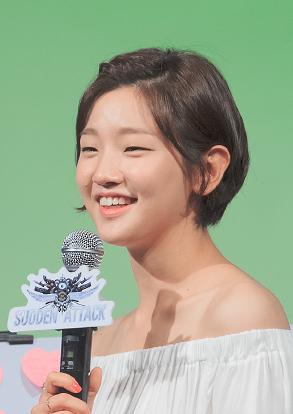
پارک سو دام

## فیلم‌شناسی

### مجموعه تلویزیونی
| سال  | عنوان                          | نقش           | توضیحات       | منابع |
| ---- | ------------------------------ | ------------- | ------------- | ----- |
| ۲۰۱۵ | درامای ویژه کی‌بی‌اس – «ماه سرخ» | پرانسس هواوان | درام تک قسمتی | [ ۳ ] |
| ۲۰۱۵ | چون اولین باره                 | هان سونگ یی   |               | [ ۴ ] |
| ۲۰۱۶ | ذهن زیبا                       | گه جین سونگ   |               |       |
| ۲۰۱۶ | سیندرلا و چهار شوالیه          | اون ها وون    |               |       |
| ۲۰۲۰ | ثبت جوانی                      | آن جونگ‌ها     |               | [ ۵ ] |

### مجموعه اینترنتی
| سال       | عنوان    | نقش | منابع |
| --------- | -------- | --- | ----- |
| ۲۰۲۳–۲۰۲۴ | بازی مرگ | مرگ | [ ۶ ] |